# السلام لزماننا

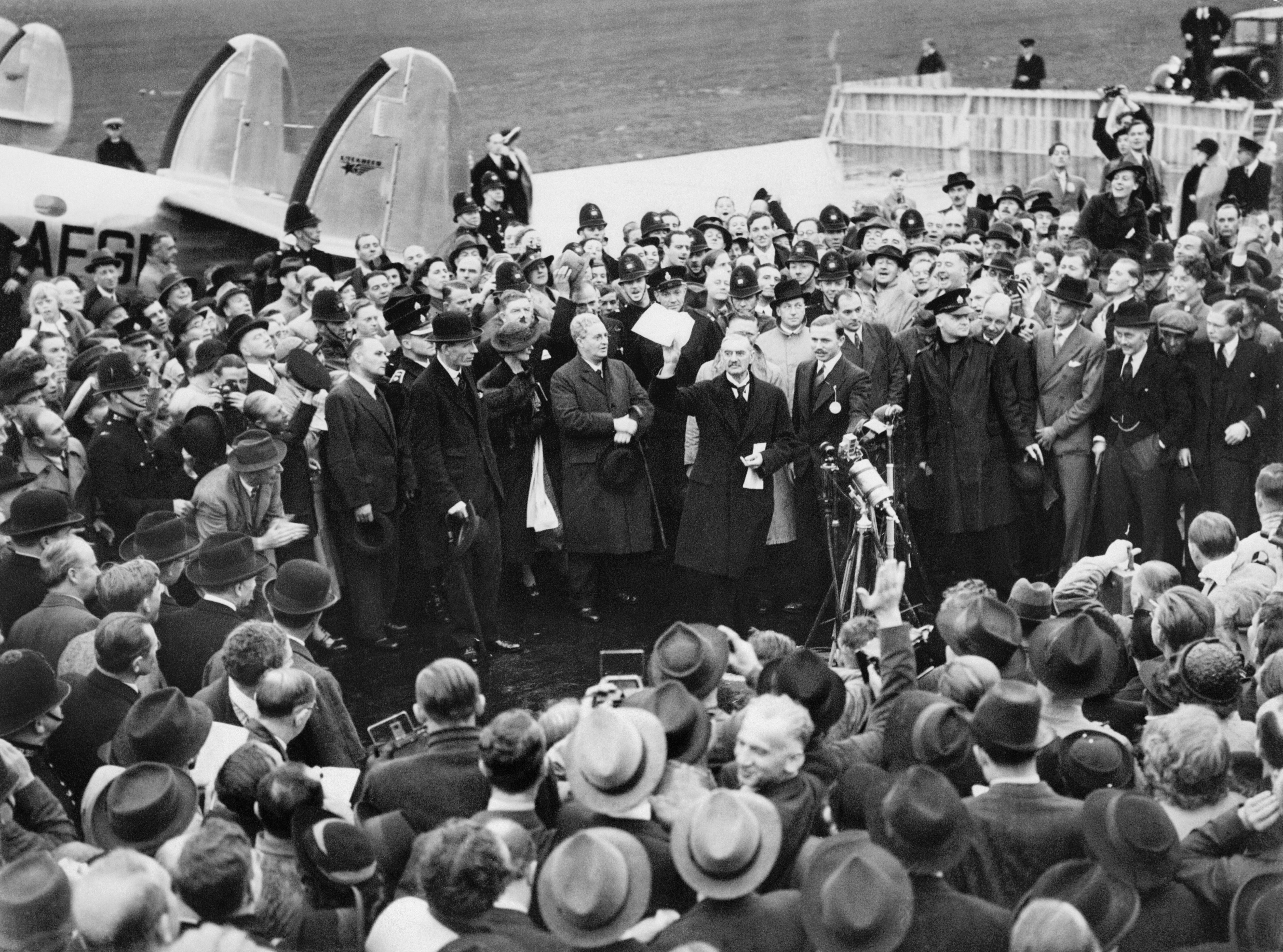
نيفيل تشامبرلين يظهر الإعلان الأنجلو ألماني (القرار) بالالتزام بالطرق السلمية الذي وقعه كل من هتلر وتشامبرلين، في مطار هيستون ، عند عودته من ميونيخ في 30 سبتمبر 1938

" السلام في عصرنا " كان إعلانًا أدلى به رئيس الوزراء البريطاني نيفيل تشامبرلين في تصريحاته في 30 سبتمبر 1938 في لندن بشأن اتفاقية ميونيخ والإعلان الأنجلو ألماني اللاحق.  كانت هذه العبارة بمثابة صدى لبنيامين دزرائيلي ، الذي صرح عند عودته من مؤتمر برلين عام 1878، "لقد أعدنا أنا واللورد سالزبوري إليكم السلام ــ ولكن السلام الذي أرجوه بشرف". وتُذكَر هذه العبارة في المقام الأول لقيمتها الساخرة المريرة، حيث بدأت الحرب العالمية الثانية بعد أقل من عام من الاتفاق بغزو ألمانيا لبولندا .
وكثيراً ما تُقتبس هذا العبارة خطأً على أنها "السلام في عصرنا"، وهي عبارة مألوفة بالفعل لدى الجمهور البريطاني بسبب ظهورها منذ فترة طويلة في كتاب الصلاة المشتركة.

## روابط خارجية
- السلام في عصرنا . خطاب ألقاه دفاعاً عن اتفاقية ميونيخ عام 1938 - نص الخطاب على الانترنت
- الإعلان الأنجلو ألماني

قالب:Munich Agreementقالب:Neville Chamberlain